# 二本榎 (横浜市)
二本榎（にほんえのき）は、神奈川県横浜市神奈川区の町名。丁目の設定がない単独町名である。住居表示実施済み区域。

## 地理
神奈川区の中央部に位置し、東に平川町、南に旭ケ丘、西に斎藤分町と接している。

## 歴史

### 町名の由来
かつて同地に榎の大木が2本あったことに由来。

### 沿革
- 1932年（昭和7年）1月1日 - 神奈川町の一部を分離し、二本榎を新設。横浜市神奈川区二本榎となる[7]。
- 1978年（昭和53年）9月10日 - 西神奈川地区の土地区画整理事業に伴い[8]、二本榎の一部を旭ケ丘へ編入[9]。
- 1999年（平成11年）10月25日 - 住居表示を実施[10]。
- 2000年（平成12年）10月23日 - 栗田谷・斎藤分町の住居表示の実施に伴い[11]、斎藤分町との境界を変更[12]。

## 世帯数と人口
2025年（令和7年）6月30日現在（横浜市発表）の世帯数と人口は以下の通りである。
| 町丁   | 世帯数  | 人口    |
| ------ | ------- | ------- |
| 二本榎 | 549世帯 | 1,106人 |

### 人口の変遷
国勢調査による人口の推移。
| 年                 | 人口  |
| ------------------ | ----- |
| 1995年（平成7年）  | 864   |
| 2000年（平成12年） | 866   |
| 2005年（平成17年） | 988   |
| 2010年（平成22年） | 960   |
| 2015年（平成27年） | 1,052 |
| 2020年（令和2年）  | 1,102 |

### 世帯数の変遷
国勢調査による世帯数の推移。
| 年                 | 世帯数 |
| ------------------ | ------ |
| 1995年（平成7年）  | 361    |
| 2000年（平成12年） | 360    |
| 2005年（平成17年） | 424    |
| 2010年（平成22年） | 439    |
| 2015年（平成27年） | 481    |
| 2020年（令和2年）  | 562    |

## 学区
市立小・中学校に通う場合、学区は以下の通りとなる（2024年11月時点）。
| 番・番地等         | 小学校               | 中学校               |
| ------------------ | -------------------- | -------------------- |
| 1番〜27番31号 28番 | 横浜市立二谷小学校   | 横浜市立栗田谷中学校 |
| 27番32〜35号       | 横浜市立斎藤分小学校 | 横浜市立六角橋中学校 |

## 事業所
2021年（令和3年）現在の経済センサス調査による事業所数と従業員数は以下の通りである。
| 町丁   | 事業所数 | 従業員数 |
| ------ | -------- | -------- |
| 二本榎 | 7事業所  | 18人     |

### 事業者数の変遷
経済センサスによる事業所数の推移。
| 年                 | 事業者数 |
| ------------------ | -------- |
| 2016年（平成28年） | 4        |
| 2021年（令和3年）  | 7        |

### 従業員数の変遷
経済センサスによる従業員数の推移。
| 年                 | 従業員数 |
| ------------------ | -------- |
| 2016年（平成28年） | 10       |
| 2021年（令和3年）  | 18       |

## 施設
- 二本榎幼稚園[22]

## その他

### 日本郵便
- 郵便番号 : 221-0813[3]（集配局：神奈川郵便局[23]）

### 警察
町内の警察の管轄区域は以下の通りである。
| 番・番地等 | 警察署       | 交番・駐在所 |
| ---------- | ------------ | ------------ |
| 全域       | 神奈川警察署 | 六角橋交番   |